# Hammersmith Apollo
Hammersmith Apollo (в настоящее время в рамках спонсорского контракта именуется Eventim Apollo, но до сих пор наиболее известно под прежним названием Hammersmith Odeon) — развлекательное заведение, расположенное в лондонском районе Хаммерсмит. Спроектировано архитектором Робертом Кроми в стиле ар-деко. Открылось в 1932 году под первоначальным названием Gaumont Palace, в 1962 году было переименовано в Hammersmith Odeon. Имеет статус исторического здания II* степени. В разное время владельцами заведения числились такие компании, как AEG Live и Eventim UK.

## История создания
Развлекательное заведение было открыто в 1932 году под названием Gaumont Palace и вмещало почти 3500 человек. Здание было спроектировано архитектором Робертом Кроми в стиле ар-деко. В 1962 году оно было переименовано в Hammersmith Odeon, это название до сих пор используют в обиходе местные жители. В 1990 году Hammersmith Odeon получило статус исторического здания II степени. После спонсорской сделки с пивоваренной компанией Labatt развлекательное заведение было отреставрировано и переименовано в Labatt’s Apollo (1993—1994).
В 2002 году, после заключения контракта с фирмой Carling Brewery, заведение получило новое название — Carling Apollo. В 2005 году ему был присвоен статус исторического здания II* степени. В 2003 году места в партере были сделаны съемными, после этого, в формате полного зала, помещение стало вмещать около 5000 человек. Это событие было отмечено эксклюзивным концертом рок-группы AC/DC, вход на который составил 10 фунтов за билет. Все 5000 билетов были распроданы за 4 минуты. В 2006 году заведение вернулось к своему прежнему названию, Hammersmith Apollo. В 2007 году в нём был восстановлен оригинальный комптонский орга́н 1932 года (англ. Compton pipe organ), который сохранился со времён использования здания в качестве кинотеатра. Затем здание перешло в собственность нового владельца — MAMA Group.
14 января 2009 года компания HMV Group объявила о том, что, продав дополнительные акции, она планирует привлечь дополнительные средства для создания совместного предприятия с фирмой MAMA Group, которое будет управлять одиннадцатью концертными площадками по всей Великобритании, включая Hammersmith Apollo. В результате, в период с 2009 по 2012 годы, заведение фигурировало под названием HMV Apollo. Под управлением этого предприятия также находились такие концертные площадки, как лондонский The Forum, бирмингемский Institute и абердинский Moshulu. В мае 2012 года здание было продано группе компаний AEG Live и CTS Eventim. В 2013 году здание было закрыто на капитальный ремонт и реставрацию, проведённую известным архитектором Фостером Уилсоном. 7 сентября 2013 года заведение возобновило работу под названием Eventim Apollo, обновлённый концертный зал открыл концерт Селены Гомес.

## Комптонский орган

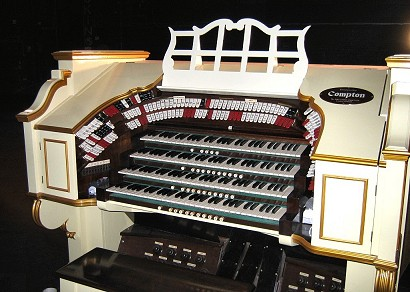
Фотография восстановленного Комптон, Джон (композитор), 2007 год

В здании по-прежнему находится оригинальный комптонский орга́н 1932 года выпуска, причём в 2007 году он был полностью восстановлен до рабочего состояния. Орган имеет четырехручную консоль, которая поднимается через сцену на лифте, и около 1200 органных труб, размещенных в больших камерах над передним потолком партера. В 1990-х годах, из-за аварийного состояния инструмента, орга́н не функционировал, а его консоль вывезли из здания. Однако по настоянию Английского наследия и местного совета он был восстановлен. В 25 июля 2007 года состоялся концерт Ричарда Хиллса (англ. Richard Hills), который первым выступил перед публикой на отремонтированном инструменте.

## В популярной культуре
Многие известные исполнители выпустили концертные альбомы или музыкальные видео записанные в Apollo, в том числе: Queen, Black Sabbath, Rush, Hawkwind, Iron Maiden, Celtic Frost, Kings Of Leon, Tears for Fears, Dire Straits, Фрэнк Заппа, Софи Эллис-Бекстор, Дэвид Боуи, Брюс Спрингстин, Erasure, Spear of Destiny, Motörhead и Робби Уильямс. В сентябре 1979 года Гэри Ньюман записал в Apollo концертный альбом Living Ornaments '79. В том же году певица Кейт Буш выпустила видео и мини-альбом записанные в Apollo во время её первого турне. 16 ноября 1982 года в нём выступила группа Duran Duran, чей концерт лёг в основу альбома Live at Hammersmith '82!. 25 октября 1982 года группа Depeche Mode записала один из своих первых концертных клипов на сцене Apollo. В 2004 году был выпущен DVD Кайли Миноуг с концертом записанным в Apollo, на этой же сцене певица выступила с последний шоу своего Anti Tour (3 апреля 2012 года). В 2005 году DVD с концертом в Apollo выпустила поп-группа Girls Aloud. Концерты записанные в Apollo Брюсом Спрингстином также были изданы на CD и DVD, в частности Hammersmith Odeon London '75. Записанный на сцене Apollo концерт дэт-метал-группы In Flames был выпущен на DVD в декабре 2004 года. На этой же сцене был записан один из концертов комика Эдди Иззарда. Концерт группы Rush в Apollo 1978 года был включён в трёхдисковый сборник Different Stages. Музыкантка Тори Эймос также выпустила концертный альбом записанный в Apollo. Фотографии группы The Who сделанные возле Hammersmith Odeon фигурируют в их альбоме Quadrophenia. Гитарист Pink Floyd Дэвид Гилмор выступил в Apollo с тремя сольными концертами в апреле 1984 года, один из них был позже выпущен как David Gilmour Live 1984. Это шоу примечательно тем, что вокал в песне «Short and Sweet» поёт Рой Харпер, а во время исполнения «Comfortably Numb» к Гилмору присоединяется его коллега — барабанщик Ник Мейсон. В 1984 году хэви-метал-группа Iron Maiden записала в Apollo двойной концертный альбом Live After Death. Ещё одно выступление группы на этой концертной площадке впоследствии было выпущено под названием Beast over Hammersmith.
Hammersmith Apollo фигурирует в американской романтической комедии «Поцелуй на удачу», где на его сцене выступает группа McFly (по задумке режиссёра, в фильме здание выдаётся за Hard Rock Café). Помимо этого, развлекательное заведение демонстрируется в киноленте «Фабрика футбола», в сцене где болельщики лондонского Челси садятся на автобус до Ливерпуля. Кроме того Hammersmith Apollo упоминается в стихотворении «Glam Rock: The Poem» поэта Роберта Арчамбо. Внешний вид (первоначального) Gaumont Palace был использован в качестве прообраза кинотеатра Grand в британском фильме «Самое маленькое шоу на Земле» 1957 года.

## Знаменательные выступления

### 1950-е
- 25 марта 1958 года американский музыкант Бадди Холли выступил с двумя концертами в этом зале. После первого шоу в драке с Джо Би Маулдином (англ. Joe B Mauldin) Холли потерял две коронки с передних зубов; в итоге, Холли вставил на повреждённое место жевательную резинку и отыграл второй концерт с ней поверх зубов. Это были последние выступления музыканта в Соединенном Королевстве, меньше чем через год он погиб в авиационной катастрофе.

### 1960-е
- В начале 1960-х в Odeon приезжали с концертами многие американские звёзды того времени, в том числе Тони Беннетт, Каунт Бейси, Элла Фитцджеральд с Дюком Эллингтоном, а также Луи Армстронг вместе с Woody Herman and the Herd.
- В конце 1964 — начале 1965 года The Beatles отыграли в этом зале 38 концертов в течение 21 вечера. Среди специальных гостей этих шоу, фигурировали: Элки Брукс[англ.], а также оригинальный состав Yardbirds вместе с Эриком Клэптоном.
- В 1966 году на сцене Odeon выступил американский кантри-музыкант Джонни Кэш.

### 1970-е
- В буклете к альбому Quadrophenia группы The Who фигурируют фотографии сделанные возле концертного зала (в частности, возле входа); на одной из них главный герой этого концептуального альбома, (Джимми), изображён стоящим на коленях рядом со своим скутером фирмы GS неподалёку от входа в Odeon, в то время как музыканты ведут групис к лимузину.
- 28 октября 1972 года «Гиганты джаза» (англ. «Giants of Jazz») — супергруппа, состоящая из джазовых легенд Диззи Гиллеспи, Телониуса Монка, Арта Блейки, Сонни Ститта, Кая Уиндинга[англ.] и Эла Маккиббона[англ.] — отыграли в Odeon два шоу подряд: в 18:30 и 21:30.
- В июле 1973 года Дэвид Боуи отыграл в этом зале свой последний концерт в образе Зигги Стардаста. Концерт был снят американским режиссёром-документалистом Д. А. Пеннебейкером, который смонтировал сцены с фанатами снаружи Odeon, Боуи в гримерке, с кадрами самого концерта. Фильм был выпущен лишь в 1979 году и впоследствии издан на DVD под названием Ziggy Stardust and the Spiders from Mars.
- В декабре 1974 года Элтон Джон отыграл в Odeon специальный «Рождественский концерт» для телевизионной программы Би-би-си «The Old Grey Whistle Test».
- В декабре 1975 года Queen отыграли в этом зале несколько шоу в рамках A Night at the Opera Tour. Шоу 24 декабря было записано BBC и в 2015 году выпущено на CD, виниле и DVD/Blu-ray под названием A Night at the Odeon — Hammersmith 1975.
- 15-16 мая 1976 года KISS отыграли свои первые британские концерты именно на сцене Odeon, с местной группой Stray на разогреве. Билеты на оба этих шоу были распроданы за 2 часа.
- В 1976 году бо́льшая часть концертного альбома группы Thin Lizzy Live and Dangerous была записана на сцене в Hammersmith Odeon в рамках их концертного тура Johnny The Fox Tour. В 1981 году эта группа записала на сцене Odeon ещё один концерт. В 2011 году эта запись была выпущена в рамках сборника Box Set At The BBC. Некоторые из записанных тогда песен позже были включены в расширенные издания альбомов Chinatown и Thunder and Lightning. Помимо этого на сцене Odeon, в 1981 и 1983 годах, группа записала материал для двойного концертного альбома Life/Live — при участии гитаристов Эрика Белла, Брайана Робертсона[англ.] и Гэри Мура. Гитарист Сноуи Уайт[англ.] участвовал в записи трех треков, записанных в этом концертном зале в 1981 году.
- В 1976 году прогрессивная рок-группа Camel записала в Odeon несколько треков для своего будущего концертного альбома, который был выпущен 1978 году под названием A Live Record. Впоследствии весь концерт был включён в подарочное издание альбома Moonmadness. Кроме того, этот концерт также транслировался на «Би-би-си» и был издан в формате DVD под названием Moondances.
- В ноябре 1977 года рок-группа The Tubes отыграла на сцене Odeon 10 концертов, в ходе которых был записан двойной концертный альбом What Do You Want from Live. Альбом был выпущен в феврале 1978 года.
- В 1978 году Black Sabbath вместе с Оззи Осборном отыграли несколько концертов приуроченных к 10-летию своих первых шоу на сцене этого заведения. Выступления британских металлистов открывала группа Van Halen. Концерт был записан на видео и впоследствии выпущен под названием Never Say Die: A Decade of Black Sabbath. 30-31 декабря 1981 года Black Sabbath записали в Odeon два концерта вместе с новым фронтменом — Ронни Джеймсом Дио. В 2007 году запись (смонтированная в одно шоу) была выпущена на DVD в рамках подарочного издания альбома Mob Rules. В 1994 году ещё одно шоу группы в Apollo было записано и издано под названием Cross Purposes Live.
- 24 февраля 1978 года глэм-группа Sweet отыграла свой первый концерт в Hammersmith Odeon. Это было их последнее британское шоу при участии вокалиста Брайана Коннолли.
- 20 февраля 1978 года канадская группа Rush записала в Hammersmith Odeon 11 песен во время турне в поддержку альбома A Farewell to Kings, среди них были песни с их первых пяти пластинок. Эти треки были выпущены  спустя двадцать лет (10 ноября 1998 года) в качестве бонус-диска к концертному альбому Different Stages, который также включал композиции записанные во время гастрольных туров Counterparts (1994) и Test for Echo (1997).
- 23 ноября 1978 года Whitesnake записали на этой сцене треки для своего концертного диска Live... in the Heart of the City. Также альбом включал композиции, которые были записаны (также в Hammersmith Odeon) 23 и 24 июня 1980 года. Впоследствии Дэвид Ковердэйл и эта группа записали на этой площадке концертное видео под названием Live... In the Still of the Night.
- Подарочные версии альбомов 461 Ocean Boulevard и Slowhand гитариста Эрика Клэптона были переизданы в сопровождении концертного альбома, материал для которого был записан в Odeon во время концертных туров 1974 и 1976 годов.
- Альбом Фрэнка Заппы 1979 года Sheik Yerbouti также был частично записан на этой концертной площадке. Тройной альбом Заппы, Hammersmith Odeon, был выпущен в 2010 году уже после смерти автора, силами семейного фонда музыканта.
- Британская певица Кейт Буш также выпустила концертное видео и мини-альбом с записями сделанными во время выступления в Odeon в 1979 году.
- 13-15 декабря 1979 года Клифф Ричард отыграл три концерта в Hammersmith Odeon в рамках своего гастрольного тура Rock'n'Roll Juvenile Tour.
- В декабре 1979 года The Clash, Элвис Костелло, The Who, The Pretenders, Пол Маккартни и его группа Wings, а также многие другие известные артисты отыграли несколько благотворительных концертов в Hammersmith Odeon. Мероприятие состояло из четырёх шоу в поддержку жителей Кампучии[англ.], в ходе которых музыканты собирали средства для жертв тиранического правления диктатора Пола Пота. На первом концерте также выступила группа Queen. Организаторами мероприятия выступили Пол Маккартни и Курт Вальдхайм. Материал концертов был записан и впоследствии выпущен в виде двойного альбома Concerts for the People of Kampuchea

### 1980-е
- В 1980 году рок-группа UFO, без Михаэля Шенкера, записала для «Би-би-си» программу In Concert. В 1981 году они снова выступили в этом зале с тем же шоу. В 2013 году два этих концерта были выпущены на DVD под названием UFO on Air: At the BBC.
- В 1982 году джазовый трубач Майлз Дэвис выступил в Odeon вместе со своей джаз-фьюжн-группой. Концерт был выпущен несколько лет спустя на DVD.
- На сцене этого концертного зала было снято музыкальное видео на песню «Bringing on the Heartbreak» группы Def Leppard.
- В декабре 1985 года группа Hawkwind записала в Odeon один из концертов турне Chronicle of the Black Sword Tour. Впоследствии материал был выпущен в виде альбома Live Chronicles и DVD Chronicle of the Black Sword.
- В 1983 году группа Dire Straits записала в Odeon материал для будущего релиза, который был выпущен годов позже в виде двойного альбома Alchemy: Dire Straits Live и одноимённого концертного видео. В 2009 году видео было ремастировано и переиздано в современных форматах в полной версии.
- В 1985 году блэк-метал-группа Venom выпустила двойной концертный альбом под названием Eine Kleine Nachtmusik, один из дисков которого был записан в Odeon. Годом ранее коллектив получил выговор от руководства заведения из-за того, что они повредили потолок помещения пиротехническим шоу (во время исполнения песни «Countess Bathory»). Шоу было записано и выпущено на видео в 1984 году под названием Seven Dates to Hell, с молодыми музыкантами группы Metallica на разогреве. В следующем году группа записала ещё один концерт в Odeon для специального телевизионного шоу, названного Live from London. Оба шоу были выпущены в 2000 году на DVD.
- В 1980 году группа Blondie отыграла одно из самых известных шоу в своей карьере, на сцене Odeon. Во время концерта к группе присоединился гитарист Роберт Фрипп, с которым была записана кавер-версия песни “Heroes” Дэвида Боуи (которую впоследствии выпустили в качестве би-сайда). Кроме того, еще несколько треков с этого выступления были выпущены в 2001 году в качестве бонус-треков в переиздании альбома Eat to the Beat.
- 20 сентября 1980 года на сцене Odeon Рэнди Роудс исполнил один из своих первых концертов в качестве гитариста группы Оззи Осборном во время его турне Blizzard of Ozz.
- В 1982 году группа Duran Duran выступила в этом концертном зале для продвижения своего альбома Rio. Концерт был снят на видео и в 2009 его выпустили под названием Live at Hammersmith '82! на CD и DVD.
- 25 октября 1982 года группа Depeche Mode выступила в Odeon в рамках своего гастрольного тура See You Tour. Концерт был записан и в 2006 году его выпустили в качестве бонус-DVD к переизданной версии альбома A Broken Frame.
- В 1982 году Элтон Джон отыграл в Odeon серию концертов со своей воссоединившейся «классической» группой, с целью продвижения альбомов The Fox и Jump Up!. Концерт в канун Рождества включал попурри из рождественских гимнов и дуэт с Кики Ди во время исполнения песни «Don’t Go Breaking My Heart».
- В 1982 году группа Japan в период с 17 по 22 ноября отыграла в Odeon шесть концертов. Это были заключительные выступления группы в Великобритании, финальное шоу было снято на видео и выпущено в 1983 году на VHS и аудиокассетах под заголовком Oil on Canvas.
- В 1983 году группа Marillion отыграла в этом зале финальный концерт своего гастрольного тура, организованного в поддержку альбома Script for a Jester’s Tear. Это шоу также стало последним выступлением барабанщика Миком Пойнтером[англ.] в составе группы. Концерт был снят на видео и выпущен под названием Recital of the Script.
- В 1984 году гитарист Pink Floyd Дэвид Гилмор отыграл в Odeon три концерта во время своего сольного турне About Face, записи которых были выпущены в альбоме David Gilmour Live 1984.
- 21 сентября 1986 года группа Metallica выступила на этой площадке во время тура в поддержку своего альбома Master of Puppets. Это одно из последних выступлений группы с басистом Клиффом Бёртоном, который погиб в автокатастрофе шесть дней спустя. Также шоу было примечательно тем, что вместо фронтмена Джеймса Хэтфилда на ритм-гитаре играл гитарный техник группы — Джон Маршалл, так как музыкант восстанавливался после травмы руки полученной из-за падения со скейтборда. Это выступление легло в основу уровня Hammersmith Apollo в видеоигре Guitar Hero: Metallica 2009 года, на котором группа исполняет песню «Master Of Puppets».
- В период с 15 по 20 декабря 1986 года норвежская группа a-ha отыграла в Hammersmith Odeon 6 аншлаговых концертов[13].
- В начале альбома Public Enemy It Takes a Nation of Millions to Hold Us Back звучит обращение музыкантов коллектива к публике Hammersmith Odeon на их концерте 1987 года. Из-за беспорядков, начавшихся снаружи концертного зала до начала шоу и не утихавших после его окончания, владельцы Odeon отказывались предоставлять сцену рэп-группам в течение нескольких лет после этого концерта.
- 10 июля 1987 года на сцене Hammersmith Odeon состоялось первое выступление советских рок-групп в Великобритании — «Диалог» и «Автограф». Мероприятие, названное Russian Rock Gala, состоялось в рамках фестиваля Capital Music Festival.

### 1990-е
- В начале 1990-х годов на сцене Odeon проходили различные сценические постановки, в том числе мюзикл «Иосиф и его удивительный плащ снов».
- Летом 1992 года электронный дуэт Erasure отыграл в Odeon 8 вечеров подряд, что было приурочено к началу их гастрольного турне Phantasmagorical Entertainment Tour.
- 30 сентября 1992 года американская трэш-метал группа Megadeth отыграли концерт, посвященный их новому альбому Countdown to Extinction.
- Звезда мюзиклов и известный британский тенор Майкл Болл выступал на сцене Hammersmith Apollo девять раз — всегда с аншлагом. В 1992 году он стал последним артистом, выступившим в концертном зале под его старым названием Odeon, и первым под новым — Apollo (по ходу гастрольного тура). Выступления Болла в декабре 1993 и в 1994 году, были записаны BBC Radio 2. В свою очередь шоу артиста 2003, 2007 и 2013 годов были выпущены на DVD.
- 13 апреля 1994 года группа Black Sabbath записала в Apollo концертный альбом, позднее выпущенный под названием Cross Purposes Live, с Тони Мартином в качестве вокалиста.
- В июле 1995 года на сцене Apollo состоялся британский дебют ирландского степ-шоу Riverdance. Выступления длились в течение месяца, после чего, осенью, шоу вновь демонстрировали на сцене Apollo в течение 19 недель. Кассовые сборы Riverdance установили рекорд в этом танцевальном сегменте.
- 14 июля 1998 года в этом концертном зале состоялась мировая премьера мюзикла Лесли Брикусса «Доктор Дулитл» (основанного на одноимённом фильме 1967 года и серии детских книг Хью Лофтинга) с Филиппом Шофилдом в главной роли. Постановка просуществовала до 26 июня 1999 года.

### 2000-е
- 21 октября 2003 года рок-группа AC/DC отыграла концерт в Apollo. Билеты на мероприятие были распроданы всего за четыре минуты. Вокалист группы, Брайан Джонсон, выступал на шоу с недомоганием вызванным легочной инфекцией[14][15].
- 15 ноября 2003 года певица Кайли Миноуг выступила в Apollo с эксклюзивным шоу Money Can't Buy[англ.] приуроченным к выходу её девятого студийного альбома Body Language. Билеты на концерт не продавались, и на шоу могли попасть только фанаты певицы, победившие в конкурсах, и приглашённые гости.
- В 2004 году концертная площадка стала частью мероприятия Carling Live 24, в ходе которого группа Feeder отыграла свой единственный концерт в том году. В том же году на «Би-би-си» начал выходить телевизионный сериал Live at the Apollo[англ.], первоначально называвшийся Jack Dee Live at the Apollo.
- В октябре 2004 года американский музыкант Принс отыграл в этом концертном зале 2 концерта, ставшие частью его гастрольного тура One Night Alone tour.
- 2 сентября 2005 года группа Iron Maiden отыграла в Apollo благотворительный концерт (во время своего мирового турне Eddie Rip Up) целью которого был сбор средств для бывшего барабанщика группы — Клайва Берра, страдающего рассеянным склерозом.
- 25 ноября 2006 года, симфонический проект Video Games Live[англ.] продемонстрировал в Apollo первый в истории Великобритании концерт на котором звучали композиции из видеоигр. Концертный зал Hammersmith Odeon был спародирован в виде трека из видеоигры Guitar Hero III: Legends of Rock, под названием Ye Olde Royal Odeon.
- В сентябре 2008 года комик Майкл Макинтайр[англ.] выступал с концертным туром по Великобритании. ЕГо выступление в Hammersmith Apollo, снятое на видео, стало самым продаваемым дебютным комедийным DVD всех времен.
- В марте 2009 года на сцене Apollo состоялась премьера мюзикла SpongeBob SquarePants: The Musical (The Sponge Who Could Fly).
- 11 июля 2009 года Thunder[англ.] отыграли на сцене Hammersmith Apollo свой последний концерт перед роспуском группы, который также стал финальным шоу их гастрольного тура 20 Years & Out. Концерт был снят и выпущен на DVD.
- 29 ноября 2009 года британская христианская рок-группа Delirious? отыграла свой прощальный концерт, выбрав для этого сцену Apollo. Выступление прошло с аншлагом и было записано для концертного DVD[16].
- 15 декабря 2009 года в Apollo состоялась британская премьера документального фильма «Приготовьтесь, будет громко», посвященного карьере гитаристов Эджа, Джимми Пейджа и Джека Уайта. Пейдж присутствовал в зале.

### 2010-е
- 8 апреля 2010 года в Apollo состоялась премьера комедийного фильма режиссёра Дэвида Баддиэля «Неверный»[англ.] с Омидом Джалили в главной роли. Во время антракта на орга́не играл Ричард Хиллс. Это событие стало первой кинопремьерой в Apollo за более чем 20 лет. Также мероприятие ознаменовало первое публичное использование органа с 1980-х годов.
- 14-18 июля 2010 года американские фокусники и комики «Пенн и Теллер» выступили в Apollo. Это было первое выступление дуэта в Великобритании за более 16 лет.
- Боб Дилан выступил в этом концертном зале с тремя концертами, завершив свой «Бесконечный тур» 2011 года[англ.] с Марком Нопфлером. С учётом этих шоу общее количество выступлений музыканта в Apollo стало равно двадцати четырём. Он выступал на этой площадке шесть раз в 1990 году, восемь раз в 1991 году, шесть раз в 1993 году, один раз в 2003 году и три раза в 2011 году.
- 4 мая 2010 года итальянский музыкант Васко Росси выступил в Apollo с эксклюзивным шоу в ходе которого был записан концертный альбом London Instant Live.
- 26 мая 2012 года хэви-метал-группа Judas Priest выступила в этом концертном зале с финальным шоу гастрольного тура Epitaph World Tour, впоследствии материал шоу лёг в основу концертного DVD.
- 21 декабря 2012 года физик Брайан Кокс и комик Робин Инс[англ.] провели в Apollo шоу, включающее выступления учёных, комиков, актёров и других скептиков грядущего апокалипсиса, которое называлось The End of the World Show и было приурочено к известным предсказаниям цивилизации Майя.
- 24—26 февраля 2013 года американский рэпер Канье Уэст отыграл три концерта в рамках небольшого европейского турне, в ходе которых протестировал новые визуальные эффекты «surround vision». Во время шоу Уэст был одет в белую смирительную рубашку, сверкающую, плотно облегающую кожу, хрустальную маску скрывающую его лицо и символизирующую рабство. Визуальная тема шоу была сосредоточена на экологических проблемах — таянии ледников[17].
- 15-16 марта 2013 года оригинальный состав группы Status Quo отыграл в Apollo два аншлаговых концерта в рамках своего реюнион-тура (в таком составе впервые за 32 года). Концерты были выпущены на компакт-дисках[18].
- 7 сентября 2013 года американская певица Селена Гомес отыграла свой единственный британский концерт во время гастрольного тура Stars Dance Tour, который стал первым шоу в недавно отреставрированном здании Apollo. На афишах концерта впервые было напечатано новое название заведения — «Eventim Apollo», которое связано со спонсорским контрактом его текущих владельцев.
- С августа по октябрь 2014 года певица Кейт Буш провела в Apollo 22-дневную серию концертов под названием Before the Dawn[англ.]. Эти шоу были её первыми концертными выступлениями почти за 35 лет[19].
- 3 февраля 2015 года Apollo было выбрано EBU/BBC в качестве принимающей стороны для празднования 60-летнего юбилея Евровидения. Ведущими мероприятия, которое транслировалось на всю Европу и в Австралии, выступили Грэм Нортон и Петра Меде. Мероприятие состоялось 31 марта 2015 года, среди тех кто на нём выступил, были: Кончита Вурст, Herreys и Наташа Сен-Пьер[20].
- 20 и 21 сентября 2015 года британский певец Моррисси исполнил в Apollo концерты, которые он назвал своими «Последними британскими шоу в карьере».
- 6 декабря 2016 года в этом концертном зале состоялось шоу «Королевский эстрадный спектакль[англ.]», которое впоследствии транслировалось по телевизионной сети ITV.
- 27 января 2017 года в Apollo состоялось национальное отборочное шоу Великобритании для отбора на песенный конкурс Евровидение-2017. Мероприятие транслировалось на телеканале BBC Two[21].
- 17 марта 2017 года, в День святого Патрика, канадский музыкант Девин Таунсенд полностью исполнил свой альбом Ocean Machine, спустя двадцать лет после его первого релиза; при поддержке групп Leprous и Tesseract.
- В апреле 2018 года было объявлено, что Apollo станет местом проведения живых шоу британского конкурса «Британия имеет таланты». Шоу этого конкурса проводились на этой концертной площадке и в следующем году.
- 17 июня 2018 года корейский бойз-бэнд Monsta X выступил в Apollo с эксклюзивным британским концертом в ходе своего международного гастрольного тура Second World Tour[22].
- 16 июля 2018 года в Apollo состоялась мировая премьера фильма Mamma Mia! 2.